# 港鐵客務中心

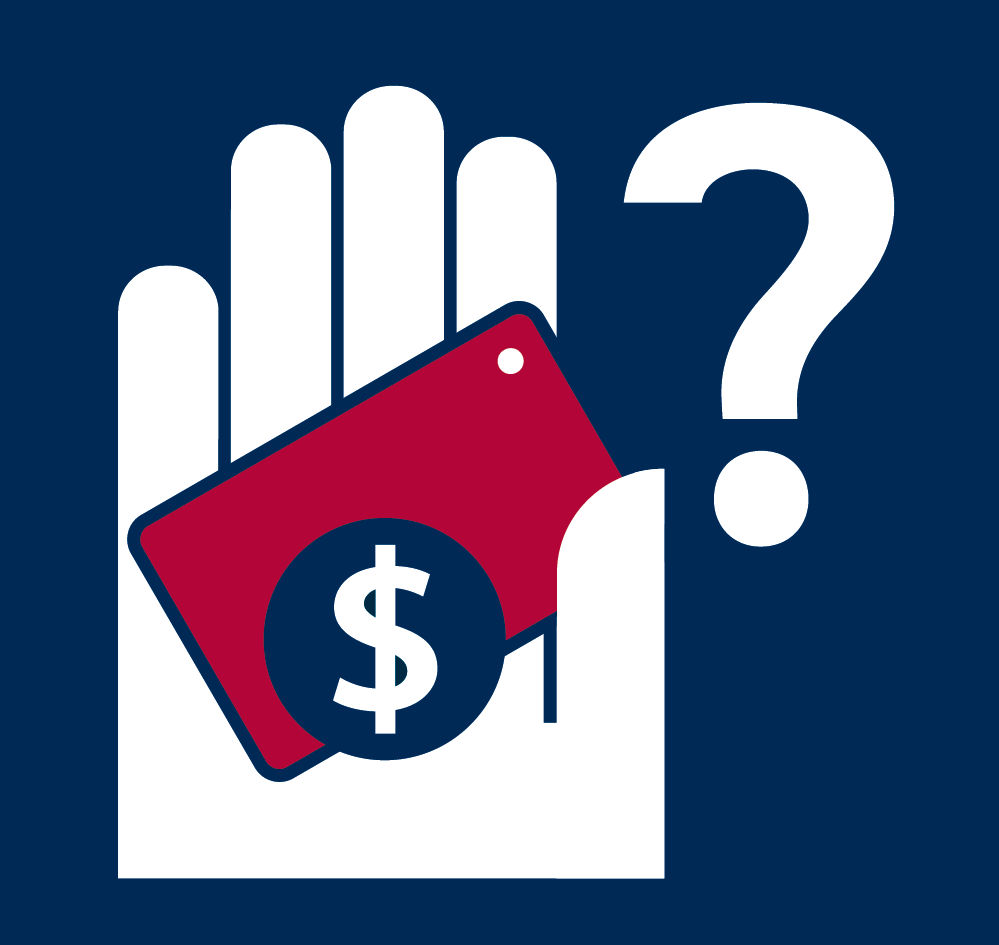
港鐵客務中心圖標

港鐵客務中心（英語：Customer Service Centre，縮寫：CuC），是港鐵市區綫及機場快綫車站內提供乘客服務的詢問處。

## 服務範圍
港鐵客務中心（土瓜灣站、宋皇臺站、啟德站及顯徑站之智能客務中心除外）提供以下服務：
- 發售產品
  - 租用版八達通及迷你八達通
  - 八達通手錶
  - 「上水／烏溪沙－尖東全月通加強版」[a]、「屯門－南昌全月通加強版」[b]、「屯門－紅磡全月通加強版」[c]、「東涌－香港全月通加強版」[d]及「東涌－南昌全月通加強版」[e]月票（只限每月的最後7日至該月7日，以及有關月票適用範圍之車站）
  - 「屯門－南昌全日通」[b]日票（只限有關日票適用範圍之車站）
  - 「港鐵都會票」[f]（只限有關車票適用範圍之車站）
  - 港鐵旅遊產品
  - 發售任何車程的單程票（頭等及普通等）
  - 紀念車票（只限公開發售期內）
- 收集個人八達通申請表（只限指定車站）
- 八達通增值（包括退還八達通）
  - 註：長者八達通（包括65歲或以上所持的個人八達通）、「學生身分」或「殘疾人士身分」個人八達通的最低增值額為HK$10，而非個人八達通（長者除外）或其他類別個人八達通的最低增值額為HK$50
- 代為處理八達通壞卡
- 辦理租用版八達通退還手續
- 辦理／取消八達通自動增值服務手續
- 派發八達通卡套（已於2010年1月1日取消）[1]
- 收集學生乘車優惠計劃及長者及合資格殘疾人士公共交通優惠計劃（「殘疾人士身分」個人八達通）之申請表及／或申請費用[g]
- 加註／延續／取消個人八達通內的「學生身分」或「殘疾人士身分」[g]
- 更換失效車票
- 處理補票
- 解答乘客一般查詢及提供協助
- 派發單張及港鐵車站指南（已停止派發，改於港鐵網站及MTR Mobile發佈）

## 位置
所有港鐵市區綫（黃竹坑站、利東站、海怡半島站、啟德站、宋皇臺站以及土瓜灣站除外）及機場快綫車站均設有最少一間客務中心，為站內乘客提供服務。
前地鐵路綫車站的客務中心通常位於收費區及非收費區的分隔位置之間，尤見於閘機旁，並在收費區及非收費區裡各有最少1個櫃位，方便職員同時處理兩邊乘客的查詢。

## 歷史

### 地鐵時期
早期地鐵的客務中心名為“票務/詢問處”（英語：Ticket Office；非收費區內）及“補票處”（英語：Excess Fare Office；收費區內），直至1995年才合併稱為“客務中心”。

### 九鐵時期
前九鐵車站內的客務中心大部分均由九鐵時代的“售票處”（英語：Ticket Office；位於東鐵車站非收費區內）、“票務處”（英語：Ticket Office，位於西鐵及馬鐵車站非收費區內）及“補票處”（英語：Fare Adjustment Office，收費區內）改名而成。前九鐵的客務中心已於兩鐵合併後關閉。